# Ministère du Tourisme (Québec)
Pour les articles homonymes, voir Ministère du Tourisme.
Le ministère du Tourisme, au Québec, est le ministère du gouvernement québécois chargé de favoriser « l’essor de l’industrie touristique dans une perspective de prospérité économique et de développement durable ».

## Historique

### Suspension (1994-2005)
Gérard D. Levesque, alors ministre des Finances, annonce en mai 1993 l'élimination prochaine de deux ministères dont celui du tourisme.
Le ministère du Tourisme est effectivement supprimé lors de la réorganisation gouvernementale opérée par Daniel Johnson en janvier 1994. La loi sur le ministère du Tourisme est officiellement abrogée par le projet de loi 8 sanctionné le 17 juin 1994.
De 1994 à 2005 il n'existe pas de ministère distinct et les fonctions reliées au tourisme sont exercées par des ministres responsables ou des ministres délégués qui répondent hiérarchiquement à un ou plusieurs autres ministres :
- À partir du 12 janvier 1994, le ministre responsable du Tourisme seconde le ministre de l'Industrie, du Commerce, de la Science et de la Technologie (MICST)[4].
- À partir du 28 septembre 1994, un poste de ministre délégué au Tourisme est créé, toujours au sein du MICST[5].
- À partir du 25 août 1997, le ministre délégué au Tourisme répond du ministre d'État de l'Économie et des Finances et non plus du MICST[6].
- À partir du 30 septembre 1998, le ministre délégué au Tourisme seconde le ministre des Finances[7].
- Le poste est remanié le 8 mars 2001 lors de la formation du cabinet Landry et devient le ministre délégué au Tourisme, au Loisir et au Sport qui répond au ministre de l'Industrie, du Commerce et du Tourisme et au ministre responsable du Loisir et du Sport[8]. Puis, à partir du 14 novembre 2001, s'ajoute la responsabilité de la Jeunesse[9].
- Enfin du 29 avril 2003 au 18 février 2005, le poste est combiné à celui du développement régional sous la responsabilité du nouveau ministère du Développement économique et régional[10].

### Incarnation actuelle (depuis 2005)
Le ministère du Tourisme, dans son incarnation la plus récente, est né d'un décret du 18 février 2005 qui transfère la responsabilité du tourisme du ministère du Développement économique et régional et de la Recherche à un ministre du Tourisme à part entière. Ce transfert est entériné le 13 décembre 2005 par la sanction du projet de loi 119 qui recrée officiellement le ministère du Tourisme.
Le poste du ministre du Tourisme de plein exercise est brièvement suspendu sous le gouvernement Marois de 2012 à 2014 et remplacé par un poste de ministre délégué, placé sous la responsabilité du ministère des Finances et de l'Économie.

## Liste des ministres
Le ministère du Tourisme a été créé en 1963 sous le Gouvernement Jean Lesage, les responsabilités de la chasse et de la pêche relevant des fonctions du ministre jusqu'à l'élection du Parti québécois en 1976. À ce moment, le tourisme est placé sous la responsabilité d'un ministère commun avec l'industrie et le commerce. Le tourisme perd brièvement son ministre de plein-exercice en 1984 avant de revenir à la forme initiale (sans la chasse et la pêche). Cette situation se reproduit en 1994 à l'assermentation du Gouvernement Daniel Johnson (fils), le tourisme ne retrouvera un ministère de plein-exercice qu'en 2005 (et le perdra à nouveau de 2012 à 2014).
| Titulaire Intitulé | Titulaire Intitulé                                                                                         | Parti            | Début             | Fin               | Cabinet          |
| ------------------ | --- | ---------------- | ----------------- | ----------------- | ---------------- |
|                    | Lionel Bertrand Ministre du Tourisme, de la Chasse et de la Pêche                                          | Libéral          | 3 avril 1963      | 25 novembre 1964  | Lesage           |
|                    | Gérard Cournoyer Ministre du Tourisme, de la Chasse et de la Pêche                                         | Libéral          | 25 novembre 1964  | 14 octobre 1965   | Lesage           |
|                    | Alphonse Couturier Ministre du Tourisme, de la Chasse et de la Pêche                                       | Libéral          | 14 octobre 1965   | 16 juin 1966      | Lesage           |
|                    | Gabriel Loubier Ministre du Tourisme, de la Chasse et de la Pêche                                          | Union nationale  | 16 juin 1966      | 26 septembre 1968 | Johnson (père)   |
| 26 septembre 1968  | Gabriel Loubier Ministre du Tourisme, de la Chasse et de la Pêche                                          | Union nationale  | 23 juillet 1969   | Bertrand          |                  |
|                    | Marie-Claire Kirkland Ministre du Tourisme, de la Chasse et de la Pêche                                    | Libéral          | 12 mai 1970       | 15 février 1972   | Bourassa (1)     |
|                    | Guy Saint-Pierre Ministre du Tourisme, de la Chasse et de la Pêche                                         | Libéral          | 15 février 1972   | 31 octobre 1972   | Bourassa (1)     |
|                    | Claude Simard Ministre du Tourisme, de la Chasse et de la Pêche                                            | Libéral          | 31 octobre 1972   | 26 novembre 1976  | Bourassa (1)     |
|                    | Yves Duhaime Ministre du Tourisme, de la Chasse et de la Pêche                                             | Parti québécois  | 26 novembre 1976  | 21 septembre 1979 | Lévesque         |
|                    | Yves Duhaime Ministre de l'Industrie, du Commerce et du Tourisme                                           | Parti québécois  | 21 septembre 1979 | 30 avril 1981     | Lévesque         |
|                    | Rodrigue Biron Ministre de l'Industrie, du Commerce et du Tourisme                                         | Parti québécois  | 30 avril 1981     | 25 septembre 1984 | Lévesque         |
|                    | Marcel Léger Ministre délégué au Tourisme                                                                  | Parti québécois  | 25 septembre 1984 | 20 décembre 1984  | Lévesque         |
|                    | Marcel Léger Ministre du Tourisme                                                                          | Parti québécois  | 20 décembre 1984  | 3 octobre 1985    | Lévesque         |
| 3 octobre 1985     | Marcel Léger Ministre du Tourisme                                                                          | Parti québécois  | 12 décembre 1985  | P.M. Johnson      |                  |
|                    | Yvon Picotte Ministre du Tourisme                                                                          | Libéral          | 12 décembre 1985  | 30 juin 1987      | Bourassa (2)     |
|                    | Michel Gratton Ministre du Tourisme                                                                        | Libéral          | 30 juin 1987      | 1er octobre 1989  | Bourassa (2)     |
|                    | André Vallerand Ministre du Tourisme                                                                       | Libéral          | 1er octobre 1989  | 11 janvier 1994   | Bourassa (2)     |
|                    | Georges Farrah Ministre responsable du Tourisme                                                            | Libéral          | 11 janvier 1994   | 26 septembre 1994 | Johnson (fils)   |
|                    | Rita Dionne-Marsolais Ministre déléguée au Tourisme (Tourisme Québec)                                      | Parti québécois  | 26 septembre 1994 | 26 janvier 1996   | Parizeau         |
| 26 janvier 1996    | Rita Dionne-Marsolais Ministre déléguée au Tourisme (Tourisme Québec)                                      | Parti québécois  | 25 août 1997      | Bouchard          |                  |
|                    | David Cliche Ministre délégué au Tourisme (Tourisme Québec)                                                | Parti québécois  | 25 août 1997      | Bouchard          | 15 décembre 1998 |
|                    | Maxime Arseneau Ministre délégué au Tourisme (Tourisme Québec)                                             | Parti québécois  | 15 décembre 1998  | Bouchard          | 8 mars 2001      |
|                    | Richard Legendre Ministre délégué au Tourisme, au Loisir et au Sport (Tourisme Québec)                     | Parti québécois  | 8 mars 2001       | 13 novembre 2001  | Landry           |
|                    | Richard Legendre Ministre responsable de la Jeunesse, du Tourisme, du Loisir et du Sport (Tourisme Québec) | 13 novembre 2001 | 29 avril 2003     |                   | Landry           |
|                    | Nathalie Normandeau Ministre déléguée au Développement régional et au Tourisme (Tourisme Québec)           | Libéral          | 29 avril 2003     | 18 février 2005   | Charest          |
|                    | Françoise Gauthier Ministre du Tourisme                                                                    | Libéral          | 18 février 2005   | 18 avril 2007     | Charest          |
|                    | Raymond Bachand Ministre du Tourisme                                                                       | Libéral          | 18 avril 2007     | 18 décembre 2008  | Charest          |
|                    | Nicole Ménard Ministre du Tourisme                                                                         | Libéral          | 18 décembre 2008  | 19 septembre 2012 | Charest          |
|                    | Pascal Bérubé Ministre délégué au Tourisme (Tourisme Québec)                                               | Parti québécois  | 19 septembre 2012 | 23 avril 2014     | Marois           |
|                    | Dominique Vien Ministre du Tourisme                                                                        | Libéral          | 23 avril 2014     | 28 janvier 2016   | Couillard        |
|                    | Julie Boulet Ministre du Tourisme                                                                          | Libéral          | 28 janvier 2016   | 18 octobre 2018   | Couillard        |
|                    | Caroline Proulx Ministre du Tourisme                                                                       | Coalition avenir | 18 octobre 2018   | En fonction       | Legault          |

## Organismes et sociétés d'État rattachés au ministère
- Société de développement et de mise en valeur du Parc olympique[note 1]
- Société du Palais des Congrès de Montréal
- Société du Centre des Congrès de Québec